# Armand Bernard Dubourg
Armand Bernard Ferdinand Michel du Bourg est un homme politique français né le 2 octobre 1778 à Toulouse (Haute-Garonne) et mort le 4 octobre 1831 à Toulouse.

## Biographie
Maire de Toulouse, chevalier de Malte, il est député de la Haute-Garonne de 1824 à 1830, siégeant dans la majorité soutenant les ministères de la Restauration. N'ayant pas prêté serment à la Monarchie de Juillet, il est considéré comme démissionnaire en septembre 1830.

## Sources
- « Armand Bernard Dubourg », dans Adolphe Robert et Gaston Cougny, Dictionnaire des parlementaires français, Edgar Bourloton, 1889-1891 [détail de l’édition]